# Torre de televisión de Grodno
La Torre de TV de Grodno es una torre de radiodifusión de celosía de 254 metros de altura en Grodno, una localidad del país europeo de Bielorrusia, que fue construida en 1984 (durante el gobierno de la Unión Soviética) a partir de un diseño único. Su parte superior es similar a la de un transmisor Wavre con cables de retención a cuatro travesaños. La Torre de TV se utiliza para FM y transmisión de TV. Una torre casi idéntica se encuentra unos metros más abajo en Vitebsk.